# Donna al tramonto del sole
Donna al tramonto del sole è un dipinto a olio su tela di Caspar David Friedrich realizzato nel 1818. È attualmente esposto al Museum Folkwang ad Essen.

## Descrizione
In primo piano, la figura femminile è perfettamente centrale, vista di spalle, allarga un poco le braccia in un gesto che sembra indicare stupore e ammirazione. Molto interessante è notare che tali sentimenti sono espressi dall'atteggiamento del corpo e sono suggeriti dall'insieme della scena senza bisogno di ricorrere alla fisiognomica. Nella donna si possono riconoscere gli abiti del primo '800 con i capelli legati. Le scelte cromatiche dell'artista sono concentrate sui colori caldi: l'arancione invade tutto il cielo e che illumina una natura incontaminata, senza un'apparente traccia di presenze umane.

## Analisi
Lo schema della figura umana in solitudine di fronte all'immensità della natura torna qui come anche in altre varie opere di Friedrich, come ad esempio Viandante sul mare di nebbia o Le bianche scogliere di Rügen, sempre risalenti al 1818, dove prevale l'essenzialità della rappresentazione.